# Ornithoctonus
Ornithoctonus is een geslacht van spinnen uit de familie vogelspinnen (Theraphosidae). Dit geslacht treft men aan in landen in Zuidoost-Azië, voornamelijk in Thailand en Myanmar. Het geslacht telt 3 soorten.

## Soorten
De volgende soorten zijn bij het geslacht ingedeeld:
- Ornithoctonus andersoni Pocock, 1892
- Ornithoctonus aureotibialis von Wirth & Striffler, 2005
- Ornithoctonus costalis (Schmidt, 1998)